# Linia kolejowa nr 497
Linia kolejowa nr 497 – niezelektryfikowana, jednotorowa linia kolejowa łącząca przystanek Hirschfelde z przejściem granicznym w okolicach Trzcińca Zgorzeleckiego.
Linia stanowi fragment korytarza transportowego Görlitz – Zittau tzw. Neißetalbahn oraz przebiega w bezpośrednim sąsiedztwie Nysy Łużyckiej. Linia wchodzi w skład linii kolejowej nr 6589 Zittau – Hagenwerder, odcinek Hirschfelde – Hirschfelde Grenze.